# 門屋光昭
門屋 光昭（かどや みつあき、1946年5月13日 - 2007年12月5日）は、日本の民俗学者。山口県下関市出身。山口県立豊浦高等学校、國學院大学文学研究科修士課程修了。宗教民俗学、民俗芸能史、東北文学専攻。岩手県立高校教諭(国語）、岩手県立博物館学芸員を経て、盛岡大学文学部助教授、教授、名誉教授。2001年から2005年まで文学部長。北上市鬼の館館長も務めた。2007年、膵臓癌のため死去。

## 著書
- 『隠し念仏』 東京堂出版、1989年
- 『淡路人形と岩手の芸能集団』 シグナル社、1990年
- 『鬼と鹿と宮沢賢治』 集英社新書、2000年
- 『啄木への目線― 鴎外・道造・修司・周平』 洋々社、2007年